# Meineckia decaryi
Meineckia decaryi là một loài thực vật có hoa trong họ Diệp hạ châu. Loài này được (Leandri) Jean F.Brunel mô tả khoa học đầu tiên năm 1987.